# Dystrykt Vohemar
Vohemar – dystrykt Madagaskaru, na północy państwa w regionie Sava. Stolica dystryktu zamieszczona jest w Vohemar.
W dystrykcie Vohemar w 2011 roku mieszkało 241 696 mieszkańców. Powierzchnia regionu wynosi 8,204 km².
W skład dystryktu wchodzi 19 gmin (kaominina):
1. Ambalasatrana
2. Ambinanin'andravory
3. Amboriala
4. Ampanefena
5. Ampisikina
6. Ampondra
7. Andrafainkona
8. Andravory
9. Antsahavaribe
10. Antsirabe Nord
11. Belambo
12. Bobakindro
13. Daraina
14. Fanambana
15. Maromokotra
16. Milanoa
17. Nosibe
18. Tsarabaria
19. Vohemar